# Charles Eloundou
Charles Eloundou est un footballeur international camerounais né le 4 décembre 1994 à Yaoundé. Il évolue au poste d'attaquant avec le PO Achyronas-Onisilos.

## Palmarès
- Vainqueur de la Coupe du Cameroun en 2012 avec l'Unisport Bafang
- Champion du Cameroun en 2013 avec Cotonsport Garoua